# Хтоније
Хтоније је у грчкој митологији било име више личности. 

## Митологија
- Аполодор га је навео као једног од петорице преживелих Спарта, које је оживео Кадмо, који је, заједно са другим Спартима, помогао Кадму да сагради Тебу.[1] Његови синови Никтеј и Лик су наследили престо Тебе од Кадмових потомака.[2]
- Један од Египтида, Египтов и Калијаднин син, који је био ожењен Данаидом Бриком.[3]
- Један од кентаура који је присуствовао Пиритојевој свадби и који се борио против Лапита. Убио га је Нестор.[4]
- Један од гиганата кога је родила Геја. Хера га је подстакла да се бори против Диониса. За учешће у тој борби, обећана му је Афродита.[5]
- Тебанац који је у току похода седморице против Тебе поставио заседу Тидеју, што га је коштало живота.[6]